# Skuggan över Innsmouth
Skuggan över Innsmouth (engelska: The Shadow over Innsmouth) är en kortroman från 1936 av den amerikanske författaren H.P. Lovecraft. Den handlar om en man som besöker den förfallna fiskestaden Innsmouth i Massachusetts, där han upptäcker en övernaturlig kult som sysslar med människooffer.
Lovecraft skrev berättelsen i november och december år 1931. Den refuserades av Weird Tales år 1933 innan den gavs ut som bok av Fantasy Publishing Company år 1936. Den gavs ut på svenska år 2008 i översättning av Arthur Isfelt. Den är bland annat förlaga till filmen Dagon från 2001 och Cthulhu från 2007.